# El Casar
El Casar es un municipio y localidad española de la provincia de Guadalajara, en la comunidad autónoma de Castilla-La Mancha. El término municipal tiene un área de 51,84 km² con una población de 13 628 habitantes (INE 2024).

## Geografía
Ubicación
Integrado en la comarca de La Campiña de Guadalajara, se sitúa a 30 km de la capital provincial. El término municipal está atravesado por la carretera nacional N-320, entre los pK 313 y 316, además de por carreteras locales que conectan con Valdenuño Fernández (GU-1057), Valdepiélagos (GU-1058), Valdeolmos (CM-111) y Valdetorres de Jarama (GU-193). La localidad está situada a una altitud de 833 m sobre el nivel del mar. El municipio se asienta sobre terrenos de tipo arcilloso, dentro de la depresión terciaria de la Submeseta Sur. Su clima es del tipo templado continental.
| Noroeste: Uceda y Valdepiélagos (exclave) (Madrid) | Norte: El Cubillo de Uceda | Noreste: Valdenuño Fernández |
| Oeste: Talamanca de Jarama (Madrid)                |                            | Este: Galápagos              |
| Suroeste: Valdetorres de Jarama (Madrid)           | Sur: Ribatejada (Madrid)   | Sureste: Ribatejada (Madrid) |

El territorio de El Casar es de origen terciario y está formada principalmente por suelos arcillosos. Físicamente, es una llanura abierta cubierta de algunas manchas de monte bajo con carrascos. El municipio tiene una superficie total de 3476 hectáreas, de las cuales son 2501 de cultivo de secano, mientras que superficies mucho más pequeñas son de barbecho, bosques abiertos y monte leñoso.

Está situado en una plataforma de 831,5 m sobre el nivel del mar, que media como una alcarria entre los valles de los ríos Henares y Jarama. De esta plataforma plana surgen barrancos que se hacen progresivamente más profundos y que son atravesados por pequeños arroyos que llevan algo de agua sólo en primaveras muy lluviosas. La mayor parte de la zona se destina a la agricultura, siendo los cereales el principal cultivo. La altitud oscila entre los 875 m al norte y los 750 m al suroeste, junto a un arroyo.

## Historia
La fundación de El Casar data de 1085, durante las repoblaciones tras la conquista castellana. Desde su fundación perteneció al señorío real, que pasó al señorío de los arzobispos de Toledo hasta el siglo XVI. Nuevamente, retornó al señorío real, que vendió la villa al duque de Salerno, y este, a la familia Negrón, que constituyó un mayorazgo. Este mayorazgo se extinguió en 1592, fecha desde la cual y, hasta hoy, El Casar funcionó como concejo libre.
Hacia mediados del siglo XIX, el lugar tenía contabilizada una población de 813 habitantes. La localidad aparece descrita en el sexto volumen del Diccionario geográfico-estadístico-histórico de España y sus posesiones de Ultramar de Pascual Madoz de la siguiente manera:

CASAR DE TALAMANCA (el.): v. con ayunt. en la prov. y part. jud. de Guadalajara (4 leg.), aud. terr. de Madrid (7), c. g. de Castilla la Nueva, dióc. de Toledo (12): sit. en una llanura con libre ventilacion, en particular del N. y E.; sus enfermedades mas comunes son pulmonias é intermitentes. Tiene 200 casas; la de ayunt., en la que está la cárcel; escuela de instruccion primaria, concurrida por 00 alumnos, á cargo de un maestro dotado con 2,000 rs., y una igl. parr. (la Asuncion de Ntra. Sra.), servida por un cura de entrada de provision en concurso, 4 capellanes de sangre, de los cuales en la actualidad faltan 2, un sacristan, un crucero, un entonador y 4 acólitos del nombramiento del párroco. Confina el térm. N. Talamanca; E. Valdenuño; S. Galápagos, (1 leg. en las tres direcciones) y O. Fuente el Saz (2); dentro de esta circunferencia se encuentra una fuente de dulces y saludables aguas; una ermita (la Soledad), y un monte poblado de encina, robles y otras matas. El terreno es de mediana calidad. caminos: los locales, en deplorable estado. correo: se recibe de la adm. de Alcalá de Henares por baligero, llega los martes y sale los sábados. prod.: trigo, cebada, centeno, algarroba, garbanzos y guisantes; cria ganado mular, caballar y lanar, siendo mas preferido el primero; hay caza de perdices y liebres. ind.: la agrícola y recriacion de ganados. pobl.: 231 vec., 813 alm. cap. prod.: 6.011,819 rs. imp.: 441,300. contr.: 41,668 rs. 8 mrs.
(Madoz, 1847, p. 37)

## Demografía
El Casar cuenta con una población de 13 628 habitantes (INE 2024).
| Gráfica de evolución demográfica de El Casar entre 1842 y 2021 |
| |
| Población de derecho según los censos de población del INE Población de hecho según los censos de población del INEEntre el censo de 1981 y el anterior, crece el término del municipio porque incorpora a Mesones |

Gran parte de la población vive en urbanizaciones que están incrementando en los últimos años la población del municipio, o en otros núcleos de población pertenecientes al municipio de El casar.

## Urbanizaciones
- El Coto
- Montecalderón
- Los Arenales
- Las Colinas
- Urbanización Valdelosllanos
- Urbanización Lago Jaral
- Nuevo Mesones

## Economía
Gran parte de la población de El Casar trabaja en el área metropolitana de Madrid, sobre todo en las localidades situadas al norte de Madrid, y la mayor parte lo hace en el sector servicios, seguido muy de lejos por la construcción. La mayor parte de las empresas radicadas en el municipio pertenecen al sector servicios, aunque hay algunas otras empresas constructoras e industriales situadas sobre todo en el polígono industrial del municipio. La agricultura y la ganadería, que fueron tradicionalmente el sustento económico principal, hoy son residuales.

## Transporte público
El Casar se encuentra dentro de la zona E1 del Consorcio Regional de Transportes de Madrid y cuenta con dos líneas de autobuses interurbanos que unen el municipio con Madrid:
- Línea 182: Madrid - Valdeolmos - El Casar
- Línea 184: Madrid - Fuente el Saz de Jarama - El Casar - Tamajón

También hay una línea de autobús que une el municipio con Guadalajara.
Además, cuenta con una línea de autobús urbano que une las urbanizaciones y Mesones con el centro urbano.

## Símbolos
El escudo heráldico que representa al municipio fue aprobado oficialmente por decreto el 13 de diciembre de 1988. Se blasona de la siguiente manera:

Mantelado; 1º de sinople, un palo de plata. 2º, de púrpura, una montaña de plata, sumada de tres cruces del mismo metal. 3º, de gules, castillo de oro. Al timbre, Corona Real cerrada.
Diario Oficial de Castilla-La Mancha nº 52 de 20 de diciembre de 1988

## Política

### Alcaldes
| Periodo   | Nombre                     | Partido   |
| --------- | -------------------------- | --------- |
| 1979-1983 | Francisco Ayjón López      | UCD       |
| 1983-1987 | Francisco Ayjón López      | AP-PDP-UL |
| 1987-1991 | Francisco Ayjón López      | AP        |
| 1991-1995 | Francisco Ayjón López      | PP        |
| 1995-1999 | Luis Felipe Auñón Carriedo | CICM      |
| 1999-2003 | Luis Felipe Auñón Carriedo | CICM      |
| 2003-2007 | Ramón Vidal González       | PSOE      |
| 2007-2011 | Ramón Vidal González       | PSOE      |
| 2011-2015 | Pablo Sanz Pérez           | PP        |
| 2015-2019 | José Luis González Lamola  | PP        |
| 2019-2023 | María José Valle           | PSOE      |
| 2023-act. | José Luis González Lamola  | PP        |

## Educación

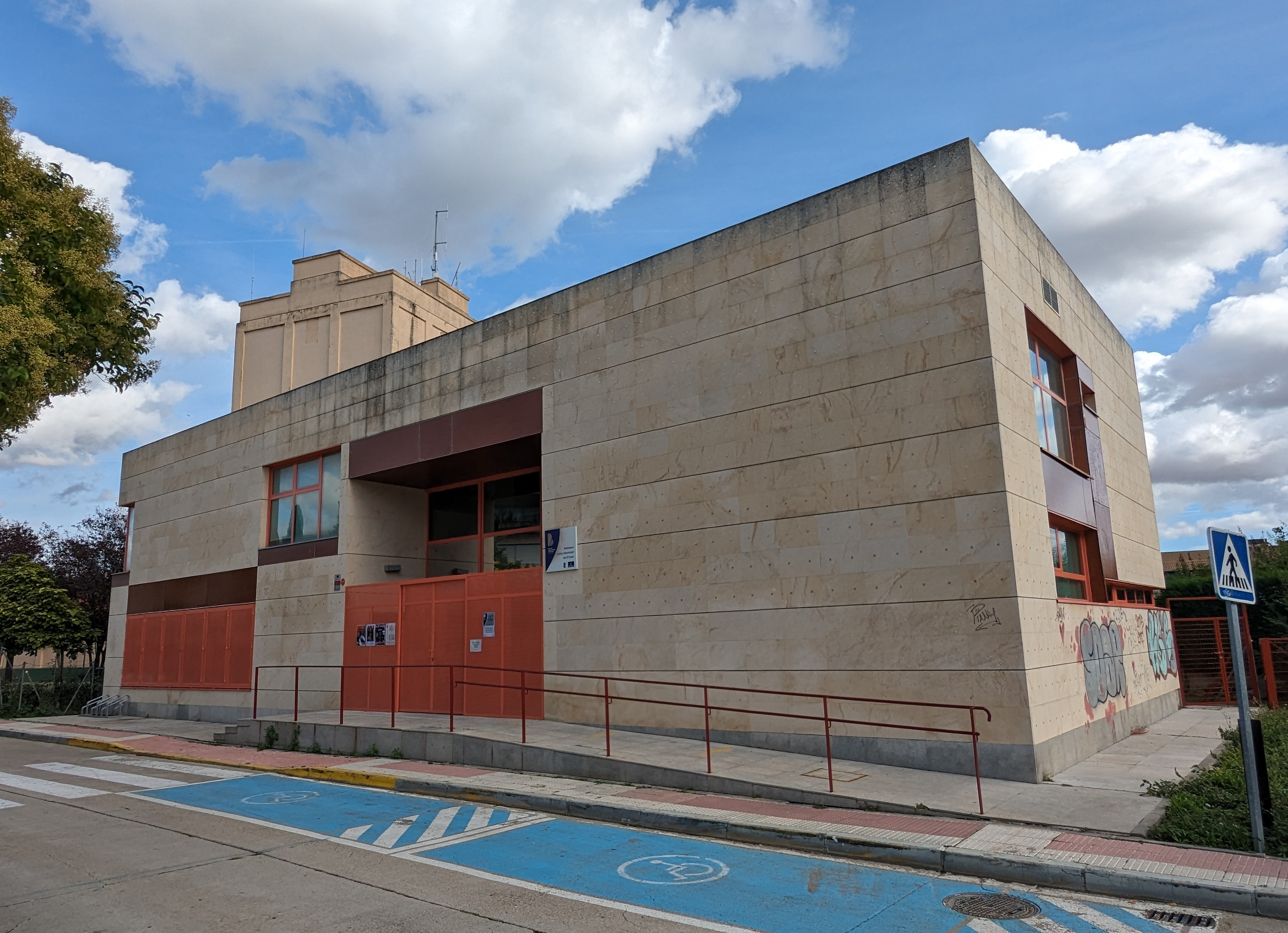
Biblioteca municipal

El Casar cuenta con tres colegios públicos de educación infantil y primaria (CEIP Maestros de El Casar, CEIP El Coto, CEIP María Montessori), un colegio Privado, Montealbir, dos centros de educación secundaria (IES Juan García Valdemora e IES Campiña Alta) y un centro de educación para adultos, el Clara Campoamor, ubicado en el antiguo silo. Además tiene una escuela de música y baile (AMEC) con una banda de música y dos coros (sacro y Trastévere).

## Patrimonio

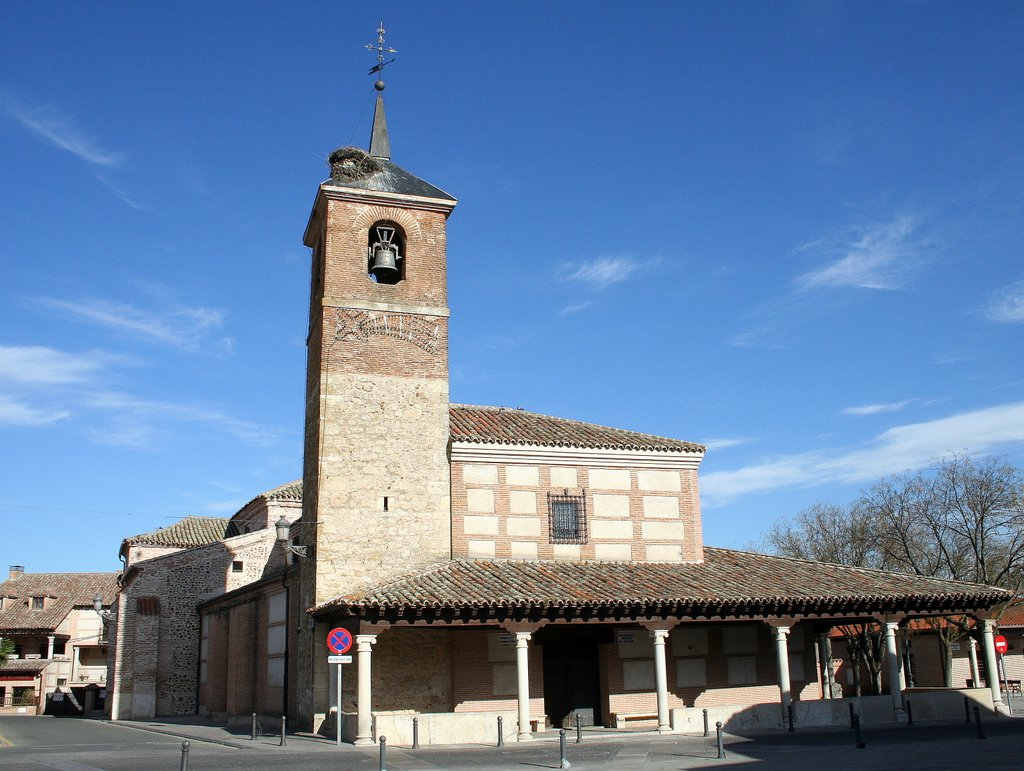
Iglesia de la Asunción

- Iglesia de la Asunción de la Virgen María. Obra del siglo XVI, con un coro alto mudéjar.
- El Calvario. Se trata de un humilladero del XVII en el que se alberga un Calvario compuesto por las figuras de Jesucristo y los dos ladrones. Situado en la parte norte del pueblo, fue construida a instancias del canónigo Diego López. Destaca también su localización, por ser un mirador desde el que se vislumbra gran parte del Sistema Central.[12]
- Ermita de la Soledad. Construida en ladrillo en el siglo XVII. Tiene sobre el muro meridional una portada simple guardada de maderas tachonadas en las que se abren mirillas. El interior es de una sola nave, de planta rectangular, de tres tramos, cubierta con una bóveda de medio cañón con lunetos.
- Plaza Mayor. Espacio público de estilo castellano, con la iglesia de la Asunción y el ayuntamiento en sus extremos.

## Fiestas
Las fiestas patronales se celebran el primer domingo de septiembre, en honor de la Virgen de la Antigua.
El primer fin de semana de febrero se celebra la fiesta de la Candelaria, que consiste en la lectura desde el balcón del ayuntamiento de la Carta de Candelas, escrito satírico alusivo a la cuadrilla que protagoniza la fiesta. Ha sido declarada fiesta de interés turístico provincial.

## Instalaciones deportivas
- Polideportivo municipal.
- Frontón cubierto/descubierto.
- Pistas de skateboard (skatepark).
- Pistas de fútbol sala y 2 campos de fútbol 11 ambos de hierba artificial.
- Pistas de tenis.
- Pistas de papel.
- Pistas de hockey.